# راهی بسوی خدا
راهی به سوی خدا فیلمی به کارگردانی و نویسندگی جلال مهربان ساختهٔ سال ۱۳۵۸ است. نام اولیه این فیلم خبیث بود، اما جهت دریافت مجوز به «راهی به سوی خدا» تغییر نام داد.

## خلاصه داستان
افراد پلیس که شبانه در تعقیب دو قاچاقچی با سابقه هستند با چند دختر و پسر جوان رو به رو می‌شوند که بر ضد نظام سلطنتی بر روی دیوار شعار می‌نویسند...

## بازیگران
- رضا بیک ایمانوردی
- محمد بانکی
- عطاءالله زاهد
- ثریا حکمت
- حسین شهاب
- جواد جاوید
- مجید کریمی
- جهانگیر فاتح
- فتحعلی اویسی